# Museu de Porto Alegre Joaquim Felizardo
O Museu de Porto Alegre Joaquim Felizardo é um museu histórico da cidade de Porto Alegre, capital do estado brasileiro do Rio Grande do Sul, vinculado à Secretaria Municipal da Cultura. Foi fundado em 13 de março de 1979. Está instalado no Solar Lopo Gonçalves, localizado na rua João Alfredo nº 582.

## História do edifício
O Solar Lopo Gonçalves, também conhecido como Solar da Magnólia, foi construído entre 1845 e 1853, numa chácara com fundos à Rua da Margem (atual João Alfredo), no bairro Cidade Baixa, para servir como residência de verão da família do comerciante português Lopo Gonçalves Bastos.
Lopo Gonçalves foi figura de proa em seu tempo. Comerciante abastado, manteve vários negócios na cidade e foi um dos fundadores da Associação Comercial de Porto Alegre. Foi também um dos fundadores do Banco da Província e membro de sua primeira diretoria, três vezes prior da Ordem Terceira de Nossa Senhora das Dores, membro benemérito da Irmandade da Santa Casa de Misericórdia, tesoureiro das obras do Seminário Diocesano, juiz de Paz, juiz municipal de Órfãos, membro da Junta para Execução do Código do Processo Criminal e vereador por dois mandatos, ficando como suplente em um terceiro período. Faleceu em novembro de 1872.
O Solar era a sua casa de veraneio, tendo em vista que a Cidade Baixa, no século XIX, era considerada zona rural. Com o advento de sua morte em 1872 e de sua esposa em 1876, a propriedade foi herdada pela filha, Maria Luisa Gonçalves Bastos, e por seu cônjuge, Joaquim Gonçalves Bastos Monteiro, sobrinho de Lopo e também comerciante. Neste período, o Solar torna-se residência fixa da família, sendo ampliado e reformado por Maria Luísa: houve a construção de um pequeno pátio interno, a inserção de um torreão e a demolição de um antigo cômodo.
Durante algum tempo, pesquisadores acreditaram que o porão alto serviu como senzala para os escravizados da família Bastos. Entretanto, após pesquisas recentes e cruzamento de informações com outras obras arquitetônicas luso-brasileiras, passou a se acreditar que o porão alto tinha a função de salvaguardar os moradores, que viviam no piso superior, quando ocorressem inundações, visto que a zona da cidade na qual se encontra o Solar era alagadiça. A moradia dos escravizados, mais provavelmente, era a própria casa, tanto para os que trabalhavam com tarefas domésticas durante o dia, como para os demais, ligados ao trabalho rural na propriedade. Ao contrário do que se poderia supor, essa organização podia ser muito mais opressora para os trabalhadores escravizados, já que aumentava imensamente a vigilância dos senhores sobre as suas atividades, diminuindo as possibilidades de articulação entre escravizados. Outro fator que corrobora essa hipótese é que o número de escravizados que Lopo possuía, 14 (conforme inventário), foi considerado por especialistas no tema como pequeno demais para justificar a existência de uma senzala. O terceiro elemento diz respeito à própria concepção de senzala, que é sempre uma construção separada da casa, e visa preservar a "intimidade e a vida cotiana" dos senhores.

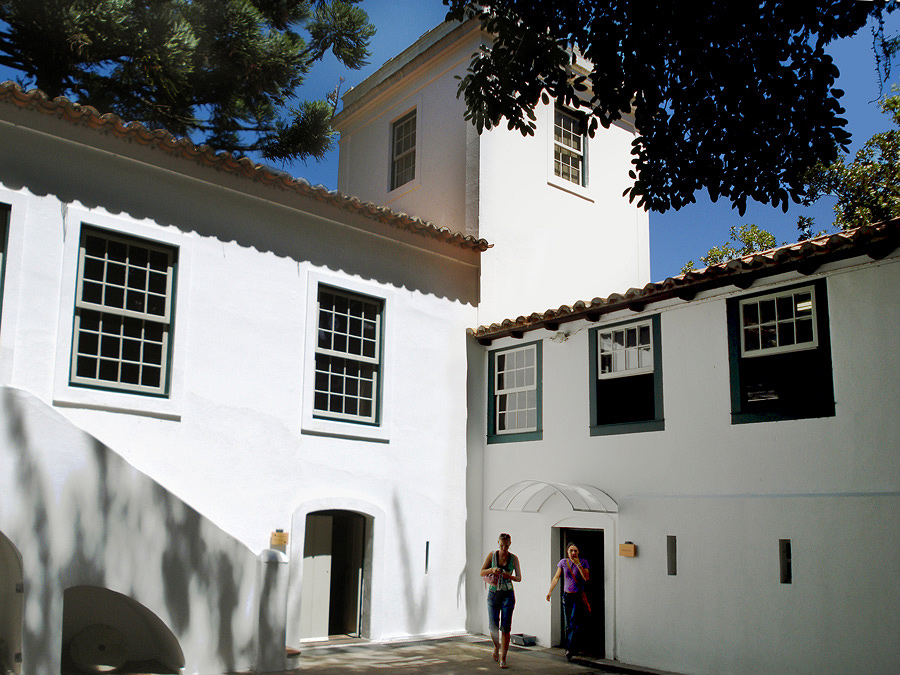
Detalhe do pátio interno

Com a progressiva urbanização da cidade, a chácara foi sendo subdividida e partes foram alienadas, reduzindo em tamanho. Em 1946 o Solar foi adquirido pelo empresário e advogado Albano José Volkmer (1886-1972). Volkmer e sua família eram proprietários de uma fábrica de velas no centro da cidade. Fizeram reformas no Solar para abrigar diversos parentes, reorganizando a área útil em três unidades de habitação. Manoelito de Ornellas em 1958 foi o primeiro a chamar a atenção do Poder Público para o interesse histórico do Solar e sugerir sua proteção, considerando-o "o maior representante da arquitetura colonial do século passado, próprio para abrigar um museu". Em 1966, o Serviço de Assistência e Seguro Social dos Economiários (SASSE) adquiriu a propriedade para construir um núcleo residencial para seus associados. Para tanto, solicitou à Prefeitura a demolição do Solar e a abertura de uma rua que dividiria a propriedade, o que foi indeferido pelo Conselho do Plano Diretor e Divisão de Urbanismo.

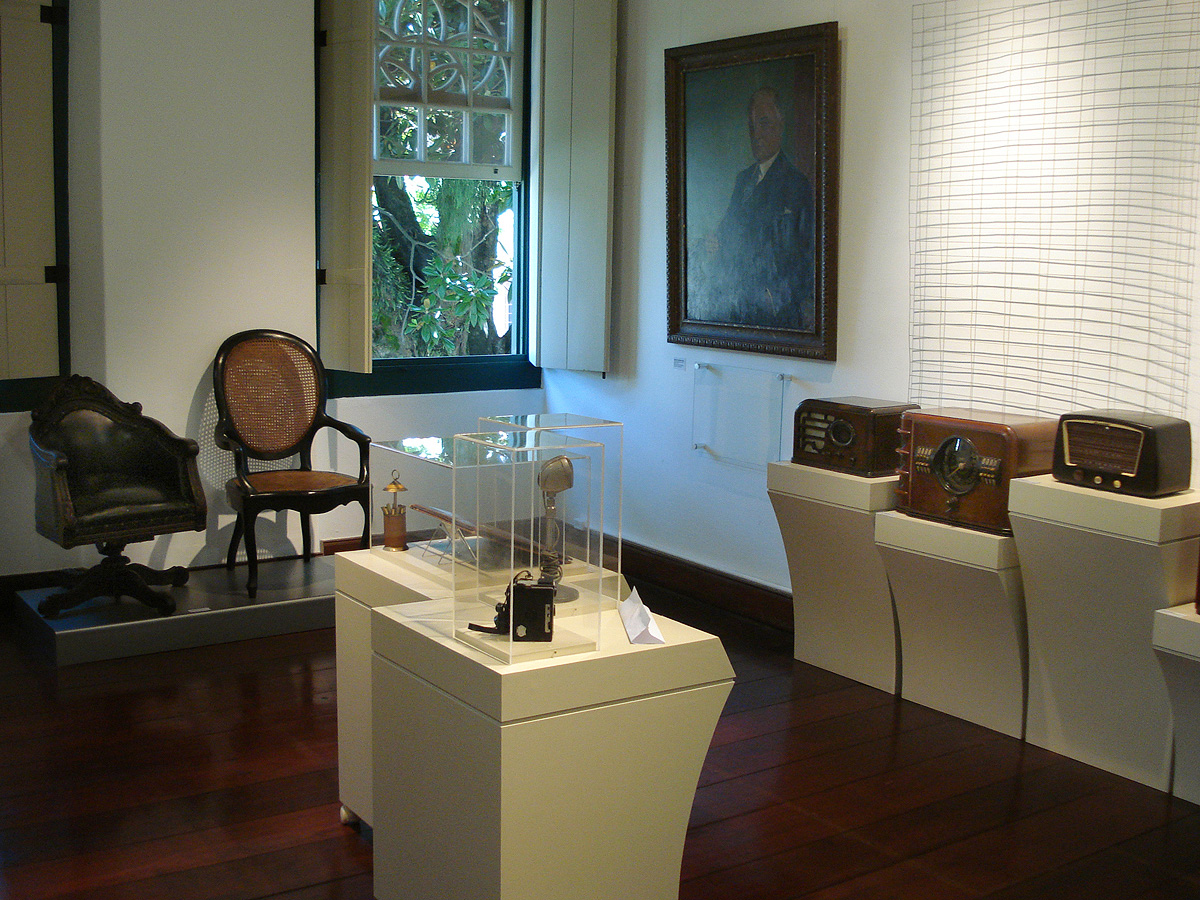
Uma das salas de exposição

Durante a posse do Solar pela SASSE, a construção não recebeu manutenção, o que prejudicou gravemente sua estrutura. Decadente e abandonado, o prédio foi ocupado por populares sem teto, e durante alguns anos se tornou um cortiço. Com a extinção da SASSE e a sua redefinição como IAPAS (Instituto de Administração Financeira da Previdência e Assistência Social), num intercâmbio de bens em 1974 a propriedade foi entregue para a Prefeitura, que ali tencionava criar um Museu da Imagem e do Som. A ideia havia partido de Nilo Ruschel, diretor do Departamento Central de Propaganda e Turismo da Comissão do Bicentenário de Porto Alegre, que havia adquirido para o município três importantes álbuns de fotografias históricas e queria criar um museu da memória fotográfica e sonora de Porto Alegre.
No início da década de 1970 começava a emergir uma consciência patrimonial na cidade mais estruturada, informada por professores universitários, pesquisadores, jornalistas e outros defensores do patrimônio, despertada pela intensa onda de demolições que estava ocorrendo desde a década de 1950 sob o ímpeto do progresso e das mudanças nas concepções de estilo construtivo, urbanismo e habitação, mudanças que ameaçavam a conservação da memória, da identidade e da história da cidade. Na Lei Orgânica de 1971 a Câmara instruiu o Executivo a produzir um inventário de todos os bens dignos de proteção da cidade pelo seu interesse histórico ou cultural, com vistas a futuro tombamento e declaração de utilidade pública, constituindo ao mesmo tempo a Comissão Municipal do Patrimônio, posta sob a direção do historiador e livreiro Leandro Telles.
A partir de 1974 a situação de abandono do Solar começou a mudar. Na época, a situação das instalações precárias foi levada à imprensa por alguns integrantes do movimento preservacionista, chamando uma atenção mais larga para a edificação histórica e pressionando para sua conservação. O historiador Sérgio da Costa Franco enfatizou sua importância, defendendo sua preservação: "Compreendi que o Solar de Lopo Gonçalves Bastos, ali a Rua João Alfredo, era quase único em Porto Alegre. Em matéria de residências nobres do século XIX, nada existe em melhor estado de conservação externa e nada de mais autenticamente lusitano na nossa cidade". Ele também sugeriu que se abandonasse a ideia de um Museu da Imagem e do Som, recomendando que fosse em vez um Museu da Cidade.

## Fundação e atividades do museu

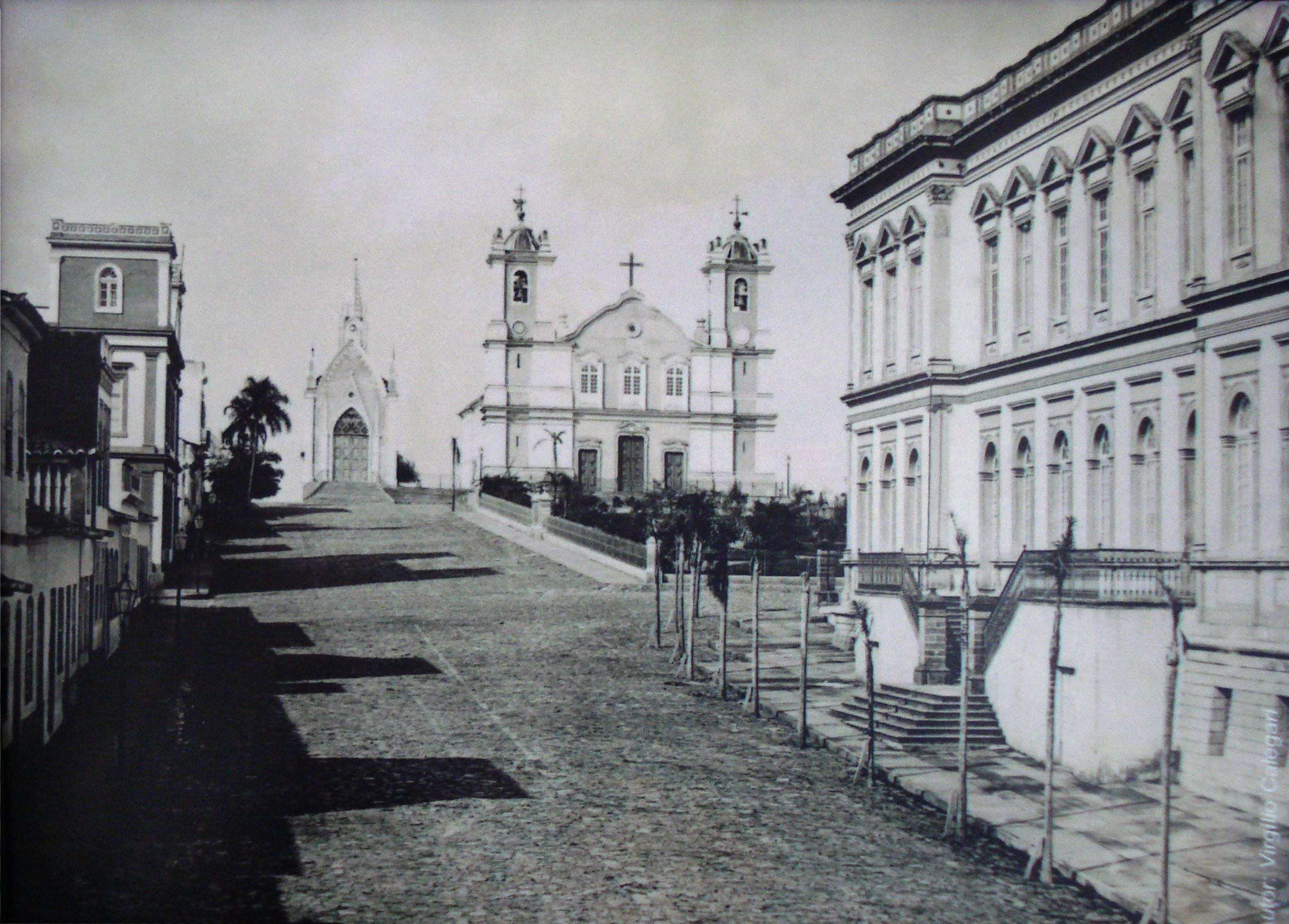
Foto antiga da Praça da Matriz, acervo do museu

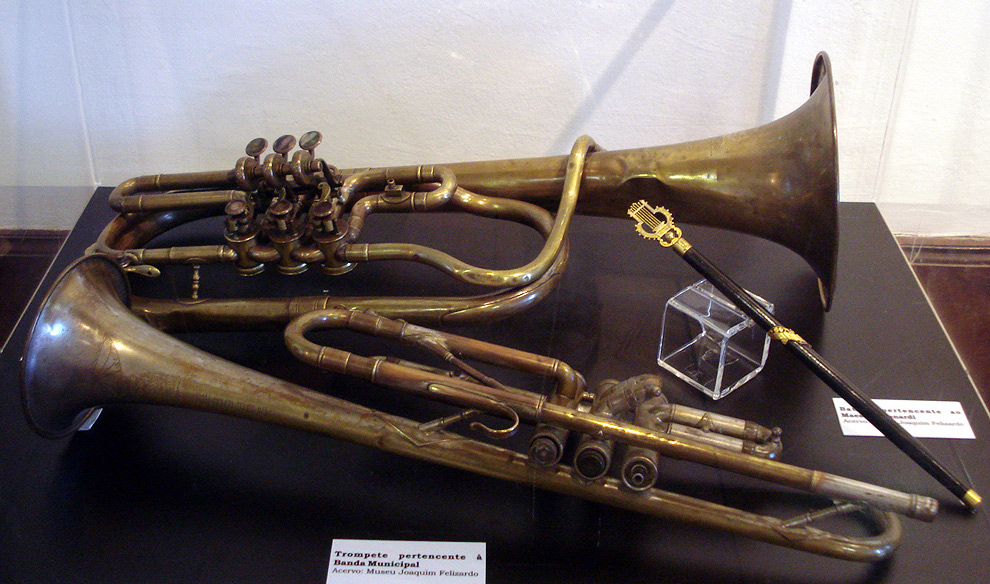
Instrumentos musicais e batuta do regente da antiga Banda Municipal de Porto Alegre, acervo do museu

Em 1978 foi reunida uma comissão coordenada pelo historiador e professor universitário Moacyr Flores, visando elaborar um projeto para instalar no Solar um Museu Histórico Municipal. O museu foi criado por decreto em 13 de março de 1979, com o nome de Museu de Porto Alegre, e instalado provisoriamente na rua Lobo da Costa, nº 291. O projeto foi aprovado "devido ao valor histórico que representa por ter sido a residência do Comendador Lopo Gonçalves Bastos, e a sede da reunião de instalação da Associação Comercial de Porto Alegre. Além disso, o prédio é um exemplar significativo da arquitetura colonial brasileira e foi relacionado como peça de valor histórico e cultural pelas duas Comissões Municipais de 1971 e 1974". O decreto também estabeleceu que sua missão seria "a divulgação do acervo reunido e das pesquisas realizadas sobre os  elementos culturais em seu processo histórico na dinâmica espacial de Porto Alegre". Em 21 de dezembro de 1979 o prédio foi incluído no primeiro grupo de bens tombados pelo Poder Público, logo após a aprovação da Lei dos Tombamentos.
Em 1980 a Secretaria de Educação e Cultura assumiu a responsabilidade de executar o projeto de restauro e adaptação do prédio para o novo uso. O restauro ocorreu entre 1980 e 1982, sob orientação do arquiteto Nestor Torelly Martins, e executado pela empresa Knorr. No final do restauro, o acervo da Prefeitura, de responsabilidade do historiador Walter Spalding, foi transferido para o Museu. Na década de 1980 o Solar foi um dos dois prédios históricos de Porto Alegre mais lembrados numa pesquisa de opinião sobre o que deveria ser preservado.
Nos primeiros anos de atividade a situação permaneceu longe da ideal. Apesar da ideia de um Museu da Cidade estar consagrada oficialmente, o conceito deste museu ainda não havia sido bem articulado, não se sabia exatamente o que ele deveria preservar e como atuar. Segundo Welington Machado da Silva, as exposições de então eram realizadas sem método, "desvinculadas de uma missão mais ampla que organizasse o Museu". Nos anos 1990 a equipe foi qualificada e ampliada, incluindo historiadores, arqueólogos e estagiários, possibilitando uma expansão e aperfeiçoamento das suas atividades.
Chamado originalmente Museu de Porto Alegre, teve seu nome modificado para Museu de Porto Alegre Joaquim Felizardo por lei municipal de 23 de dezembro de 1993, a fim de homenagear o historiador e criador da Secretaria Municipal de Cultura, Joaquim Felizardo. Professor da educação básica e universitária, ministrando a disciplina de História, foi perseguido politico durante a ditadura militar no Brasil, sendo punido em 1968 pelo AI 1 e pelo AI 5, quando foi cassado e detido arbitrariamente. Com a redemocratização, retornou à vida pública.
O Museu em 2005 foi fechado para poder passar por um novo restauro, sendo reinaugurado em 17 de dezembro de 2007 com a exposição de longa duração Transformações Urbanas: Porto Alegre de Montaury a Loureiro, com imagens dos melhoramentos urbanos, projetos, obras e planos diretores, enfocando um período de grandes renovações urbanas na cidade. Em 2011 as salas de recepção foram reformadas e reorganizadas. O museu apresenta exposições temporárias, promove cursos, debates, oficinas e outras atividades culturais. Algumas atividades são focadas na centenária magnólia que cresce no terreno do museu, que já gerou folclore e foi tombada individualmente pela Prefeitura.
Vários trabalhos acadêmicos já enfocaram a instituição, seu acervo, história e atividades, enfatizando sua importância histórica, social e científica. Na visão de Machado da Silva, "nas duas últimas décadas, é possível perceber que a Instituição se insere em uma lógica mais adequada aos parâmetros recentes da organização de museus e, por consequência, suas atividades acabam sofrendo transformações. As exposições de curta duração vão perdendo espaço do ponto de vista físico – no interior do Solar – e de realização – por parte da equipe. As exposições de longa duração acabam ficando em evidência e ganhando visibilidade, sobretudo do ponto de vista político e administrativo nas gestões que fazem parte da história recente da Instituição". Para Fernanda Tocchetto, a diretriz do museu e sua forma de relacionamento com o público vêm evoluindo, passando a ser mais diverso, mais inclusivo e menos apegado à exclusiva preservação do passado, mas buscando criar novos sentidos e perspectivas para o presente e o futuro, "provocando reflexões sobre a dinâmica cultural, sobre as ressignificações da cultura material e as diferentes identidades que compõe a cidade. [...] O museu está tendo condições de qualificar seu trabalho de gestão do acervo, que vem sendo recuperado, e inseri-lo no redirecionamento das suas ações na perspectiva de um Museu de Cidade".

## Acervo

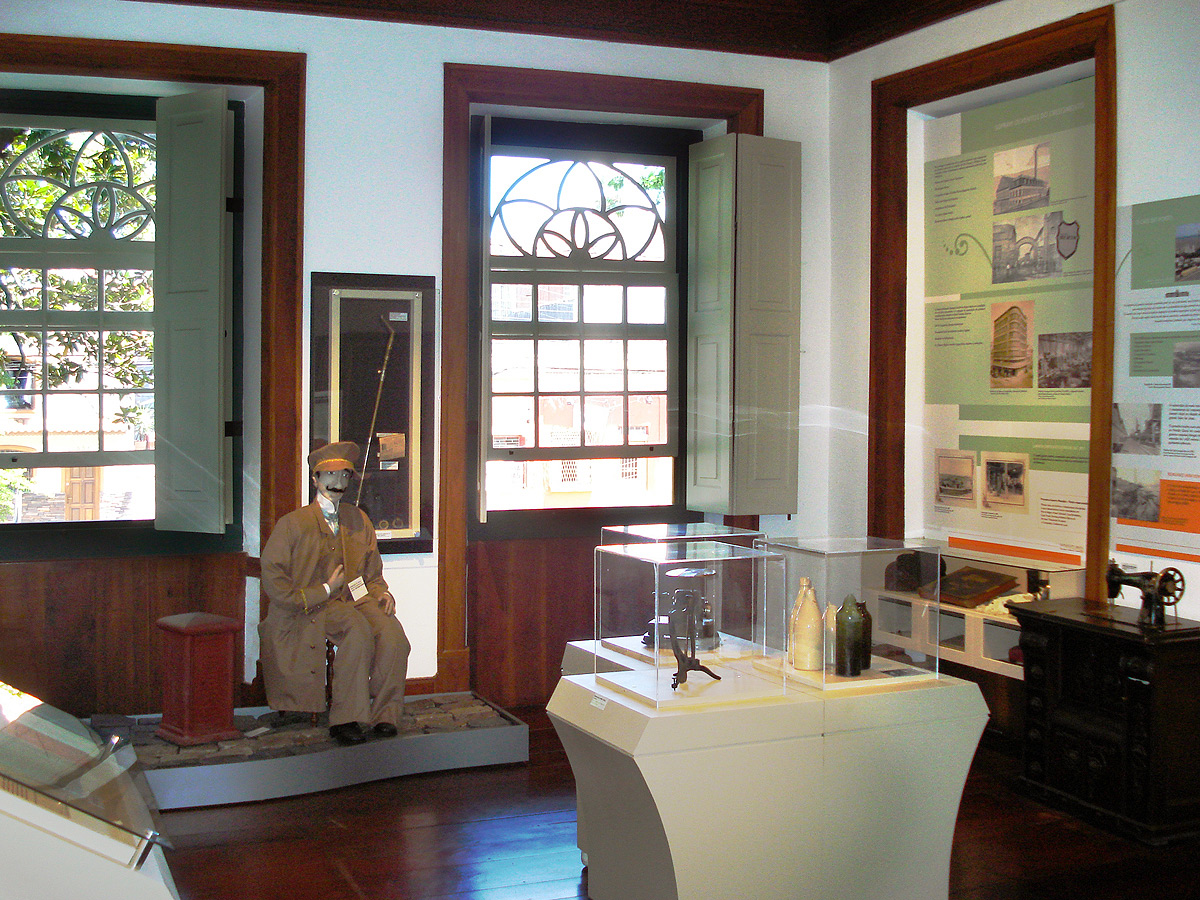
Uma sala de exposição

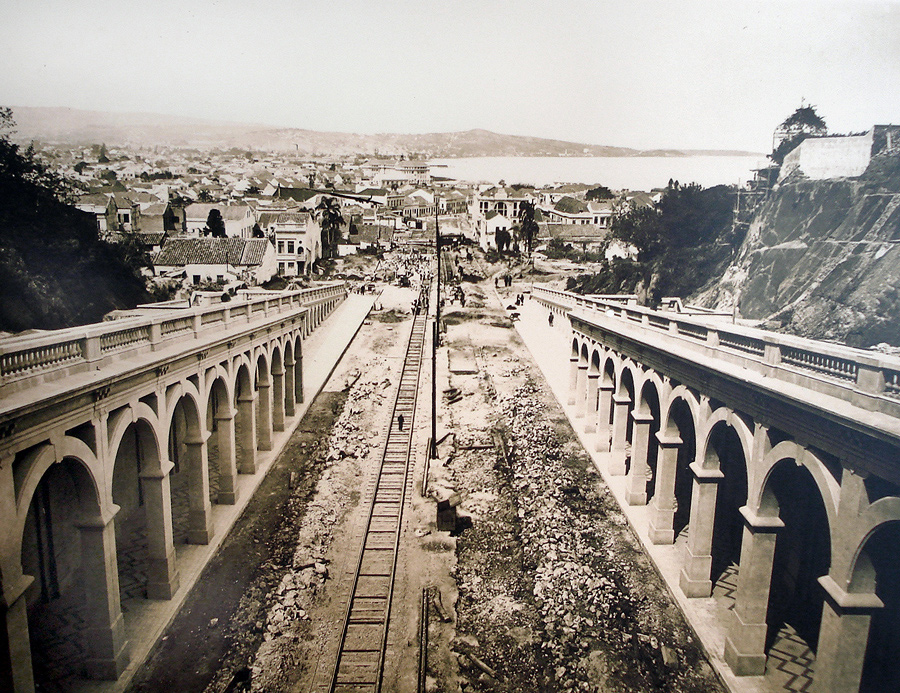
Foto da construção do Viaduto Otávio Rocha, acervo do museu

Seu acervo é constituído por mobiliário, indumentária, itens arqueológicos, instrumentos musicais, documentos, objetos de uso pessoal, de decoração, relacionados à vida doméstica, ao exercício de profissões, entre outros, bem como fotografias. Sua missão oficial é "promover a interação da sociedade com o patrimônio cultural do município, com ênfase na sua história  e  memória, através da preservação, pesquisa e comunicação dos bens culturais sob a guarda da Instituição".
O museu divide seu acervo em três setores: Acervo Tridimensional, Acervo Fotográfico – Fototeca Sioma Breitman, e Acervo Arqueológico. Há também um acervo documental, incluindo material produzido pela pesquisa interna e projetos de restauro de logradouros e edifícios públicos nos quais o museu colaborou.
O Acervo Tridimensional é formado por mais de 1300 objetos dos séculos XIX e XX, como acessórios de uso pessoal, objetos de decoração, instrumentos musicais, móveis e roupas, entre outros.
O Acervo Fotográfico – Fototeca Sioma Breitman preserva cerca de 9 mil fotografias originais da cidade do período entre o fim do século XIX e início do século XX, de profissionais como Sioma Breitman, Virgílio Calegari, Lunara, Barbeitos & Irmãos e Irmãos Ferrari. O museu guarda também o Acervo Fotográfico Permanente da Coordenação de Comunicação Social do Gabinete do Prefeito. Seu acervo total de imagens está em torno de 20 mil itens. Um banco de imagens informatizado proporciona ao público a possibilidade de realizar pesquisas em sistema de auto-atendimento através de computadores.
Seu Acervo Arqueológico conta com mais de 250 mil itens, incluindo material cerâmico, lítico, ósseo, vítreo, metálico, em couro, louça, além de remanescentes humanos provenientes de 91 sítios arqueológicos. O museu participou da criação do Mapa Arqueológico de  Porto Alegre, projeto em parceria com a Companhia de Processamento de Dados do Município, e em 2015 lançou um projeto de qualificação deste setor, que envolveu um diagnóstico completo da coleção, criação de um manual técnico de manejo, um novo catálogo, fomento à pesquisa, estabelecimento de uma política de acervo e reforma da Reserva Técnica. Na enchente de 2024 parte do acervo arqueológico foi danificada.